# Sunndalsøra
Sunndalsøra, gradić uz donji tok rijeke Driva i norveška luka smještena u dnu fjorda Sunndalsfjord. Pomorska kratica luke je NO SUN. Središte je općine Sunndal koja administrativno pripada okrugu Møre og Romsdal.
Gradić je 2013. godine imao nešto preko 4 000 stanovnika, a u njemu se nalazi najveće i najmodernije aluminijsko postrojenje u Europi, modernizirano 2004. godine, kompanija Norsk Hydro. U gradu se nalaze hoteli Trædal i Sunndalsøra (izgrađen 1950–tih), nadalje kino, koncertna dvorana, kazalište i galerija.